# Ekaterina Sergeevna Samojlova
Ekaterina Sergeevna Samojlova, in russo Самойлова, Екатерина Сергеевна?, nata Trubeckaja in russo Трубецкая? (2 ottobre 1763 – San Pietroburgo, 21 febbraio 1830), è stata una nobildonna russa.

## Biografia
Era la figlia primogenita del principe Sergej Alekseevič Trubeckoj (1731-1777) e della principessa Elena Vasil'evna Nesvickaja (1744-1831).

## Matrimonio
Nel 1786, sposò Aleksandr Nikolaevič Samojlov (1744-1814), nipote dell'illustre principe Grigorij Aleksandrovič Potëmkin. Ebbero cinque figli:
- Elena Aleksandrovna (1787-23 agosto 1843), sposò Dmitrij Andreevič Donec-Zacharževskij (1784-1871);
- Gregorij Aleksandrovič (1792-1811);
- Michail Aleksandrovič (1796-1820);
- Sof'ja Aleksandrovna (1797-1866), sposò il conte Aleksej Alekseevič Bobrinskij, ebbero tre figli;
- Nikolaj Aleksandrovič (1800-1842), sposò Julija Pavlovna Palen, non ebbero figli.

I rapporti tra lei e il marito erano freddi, e questo lo sapeva tutta la città e la corte. Spendeva molti soldi nei vestiti portandola ad avere molti debiti nonostante l'enorme fortuna del marito.

## Morte
Morì a San Pietroburgo il 21 febbraio 1830 e fu sepolta nel Monastero di Aleksandr Nevskij.